# .za
.za este un domeniu de internet de nivel superior (ccTLD), pentru Africa de Sud. Este administrat de către ZADNA.
Abrevierea vine de la „Zuid-Afrika”, numele țării în olandeză, limbă oficială până în 1961.

## Domenii de nivel 2
- .ac.za
- .agric.za
- .alt.za
- .co.za
- .edu.za
- .gov.za
- .law.za
- .mil.za
- .net.za
- .ngo.za
- .nis.za
- .nom.za
- .org.za
- .school.za
- .tm.za
- .web.za